# Боулінг
Бо́улінг (від англ. bowling «гра в кулі»; також заст. «кру́глі») — гра на влучання важкою кулею у кеглі. Вид спорту, стандарт якого усталився у США у XIX столітті та набув поширення у всьому світі. Боулінг визнаний Міжнародним олімпійським комітетом, його також вважають кандидатом до олімпійських видів спорту.
Сучасний боулінг проводять у спеціально обладнаних критих залах. Суть гри полягає в тому, щоб так кинути важку кулю, щоб вона прокотилася по спеціальній гладкій доріжці, точно влучила у побудовані трикутником 10 кеглів і збила з них якомога більше.

## Історія
Боулінг — це одна з найдавніших ігор людства. Ще не був заснований Рим, а люди вже катали кулі, намагаючись збити кеглі. У 1930 році британський антрополог Фліндерс Пітрі знайшов в єгипетських похованнях набір для гри, яку можна назвати прототипом сучасного боулінгу. Якщо він не помилився в розрахунках, то цим комплектом користувалися десь за 5200 років до народження Христа. Стародавні полінезійці грали в дуже схожу на боулінг гру, причому від мети гравця відділяло близько 18 метрів — практично та дистанція, яку використовують у грі сьогодні. Ближча до сучасної форма боулінгу з'явилася в Німеччині в ранньому середньовіччі. Саме німцям ми зобов'язані як 9 кеглем, так і їх назвою.
На початку XII століття в боулінг стали грати у Британії. При цьому гра набула такої популярності, що король Едуард III був змушений офіційно оголосити її поза законом, з тим, щоб солдати, які весь вільний час грають у боулінг, зосередилися все ж таки на тренуваннях зі стрільби з луку.
Свою версію боулінгу мали і голландці, які грали в «данські кеглі». Гравець, який першим збиває 31 кеглю (але жодної більше), перемагав.
І англійці, і голландці, і німці успішно експортували свої версії боулінгу в Новий Світ, де на початку XIX століття він став воістину всенародним захопленням.
Бум навколо боулінгу досяг небувалого рівня, навколо гри закрутилися гроші — укладалися угоди, почалися махінації. Другий раз в історії боулінг забороняють. У вердикті суду штату Коннектикут заборонено «котити кулю в 9 кеглів». Вихід був знайдений швидко — просто додали ще одну кеглю. Таким чином і з'явився сучасний варіант боулінгу.
У всіх штатах виникали боулінг-клуби, але в кожному місці існували свої правила і особливості гри (наприклад різний розмір кулі і кеглів).
У 1895 році нью-йоркський ресторатор Джо Тум зміг зібрати представників різних клубів з різних регіонів країни. Так з'явилася перша професійна ліга боулінгу АВС (American Bowling Congress), яка встановила єдині правила гри, стандартні вимоги до майданчика і почала проводити загальнонаціональні змагання.
У Штатах боулінг був вельми відомим і серед жінок. У 1916 році в Сент-Луїсі був створений Жіночий міжнародний конгрес боулінгу (WIBC). Сьогодні ця організація об'єднує 2 млн 750 тис. членів і є найбільшою в світі жіночою спортивною організацією.
Ще одна революція в боулінгу сталася в 1951 році, коли був винайдений спосіб автоматичної установки кеглів. Гра стала ще популярнішою, була визнана однією з найпопулярніших форм сімейного відпочинку. Щомісяця проходили сотні аматорських та професійних турнірів. Чемпіонати з боулінгу почали транслюватися по телебаченню.
З появою професійного обладнання боулінг як спорт і розвага з тріумфом повернувся в Європу, завоював розвинені країни Азії, Латинської Америки. Сьогодні в нього грає майже 100 мільйонів чоловік у 90 країнах світу, але найбільша частка припадає все ж таки на США, де число боулінг-клубів досягає 8 тис.
Провідні європейські школи боулінгу розташовані у Фінляндії, Швеції, Данії, Німеччини, Англії.
У наші дні світ захлеснула друга хвиля боулінгового буму. Щорічно у всьому світі проводять понад 100 тисяч турнірів. 250 тисяч доріжок об'єднують понад 100 мільйонів гравців з різних країн.
Потрібно визнати, що і в СРСР кілька ліній боулінгу все ж таки було. Зазвичай вони з'являлися в комплексі інтуристівських готелів для розширення діапазону послуг іноземним туристам. Так, вітчизняна іграшкова промисловість пропонувала дітям ігровий набір з кульки і шести кеглів. Але все-таки, напевно, в ЦК КПРС не було явних шанувальників гри, тому ні розпорядження про створення федерацій, ні вказівок про розгортання боулінг-клубів по всій країні так і не надійшло.

## Умови гри
Доріжка

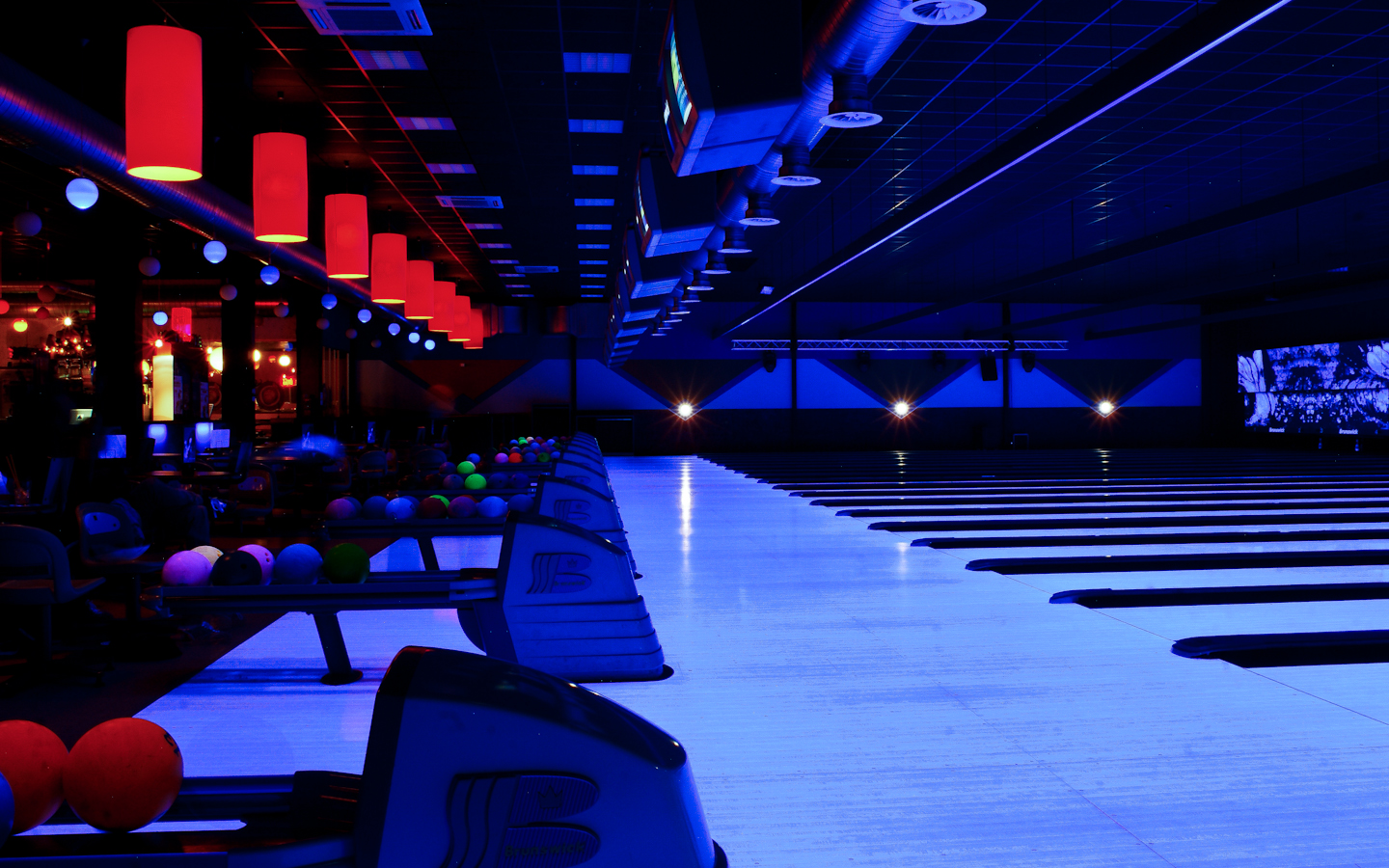
Сучасний комерційний зал боулінг-клубу з УФ-освітленням

Покриття доріжки роблять з лакованої деревини або штучного матеріалу. Його також добре змащують. Ступати на доріжку під час гри заборонено.
- довжина доріжки — 62 фути (18,9 м)
- ширина — 41 дюйм (1,04 м)
- ділянка для розбігу: щонайменше 15 футів (4,57 м)

Куля

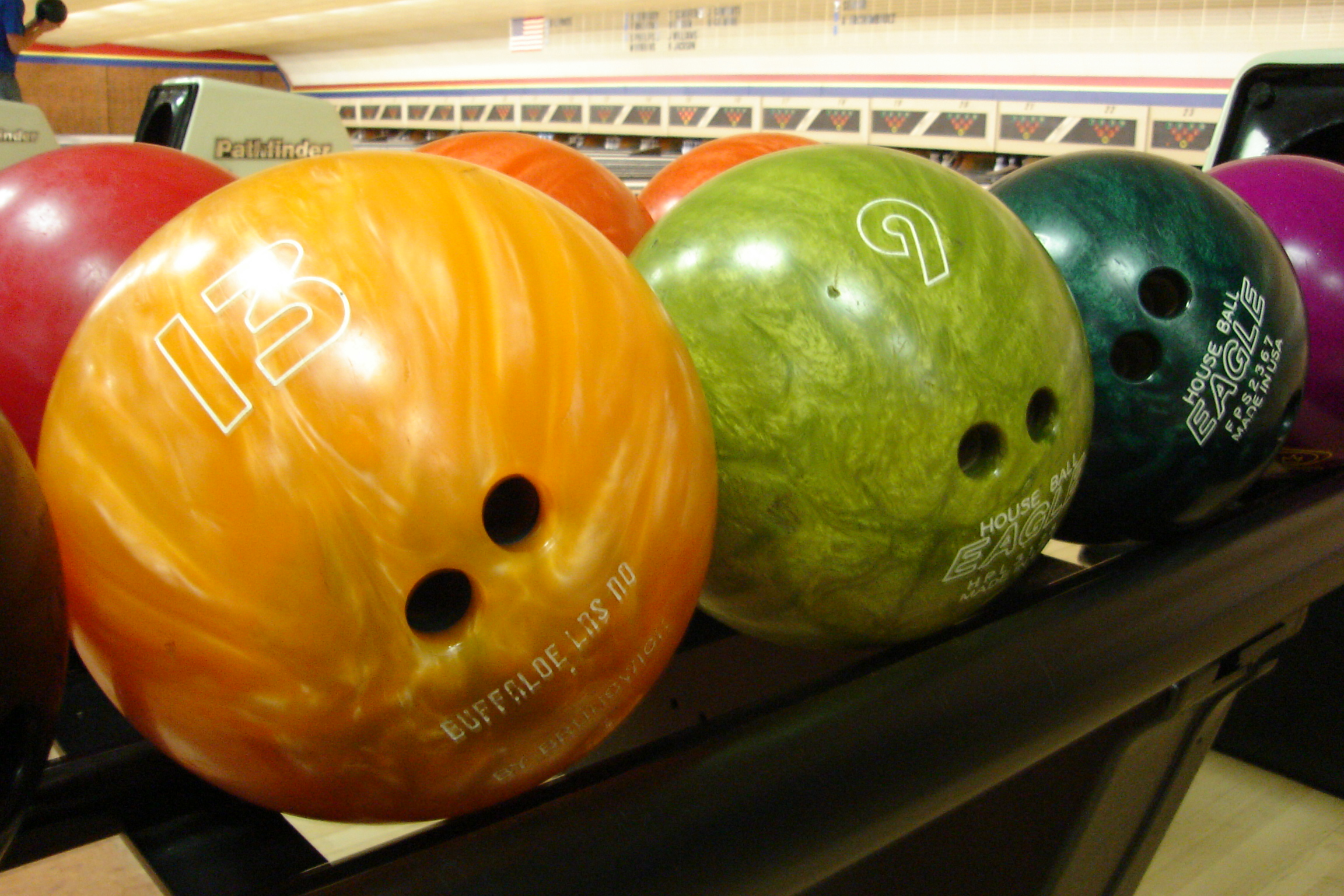
Кулі для боулінгу

Кулі можуть бути різноманітними за вагою, діаметром та отворами для захвату пальцями. Правилами дозволений розмір кулі не більше 8,595 дюймів в діаметрі (218,3 мм). Вага може бути теж різною, але в межах 6-16 фунтів (2,72 — 7,26 кг). Кожен гравець має право вибирати собі кулю за власним бажанням. Однак прийнято, що оптимальна вага кулі — 10 % від ваги тіла гравця.
Для обхвату пальцями кулі мають спеціальні отвори. За правилами має бути не більше 15 отворів, але практично їх рідко буває більше п'яти — найчастіше три отвори, які розташовуються у формі довгого рівнобедреного трикутника. Гравець охоплює кулю пальцями кисті в такий спосіб: у нижній отвір вставляється великий палець, у два верхніх — середній та підмізинний.

## Види боулінгу (тенпін)

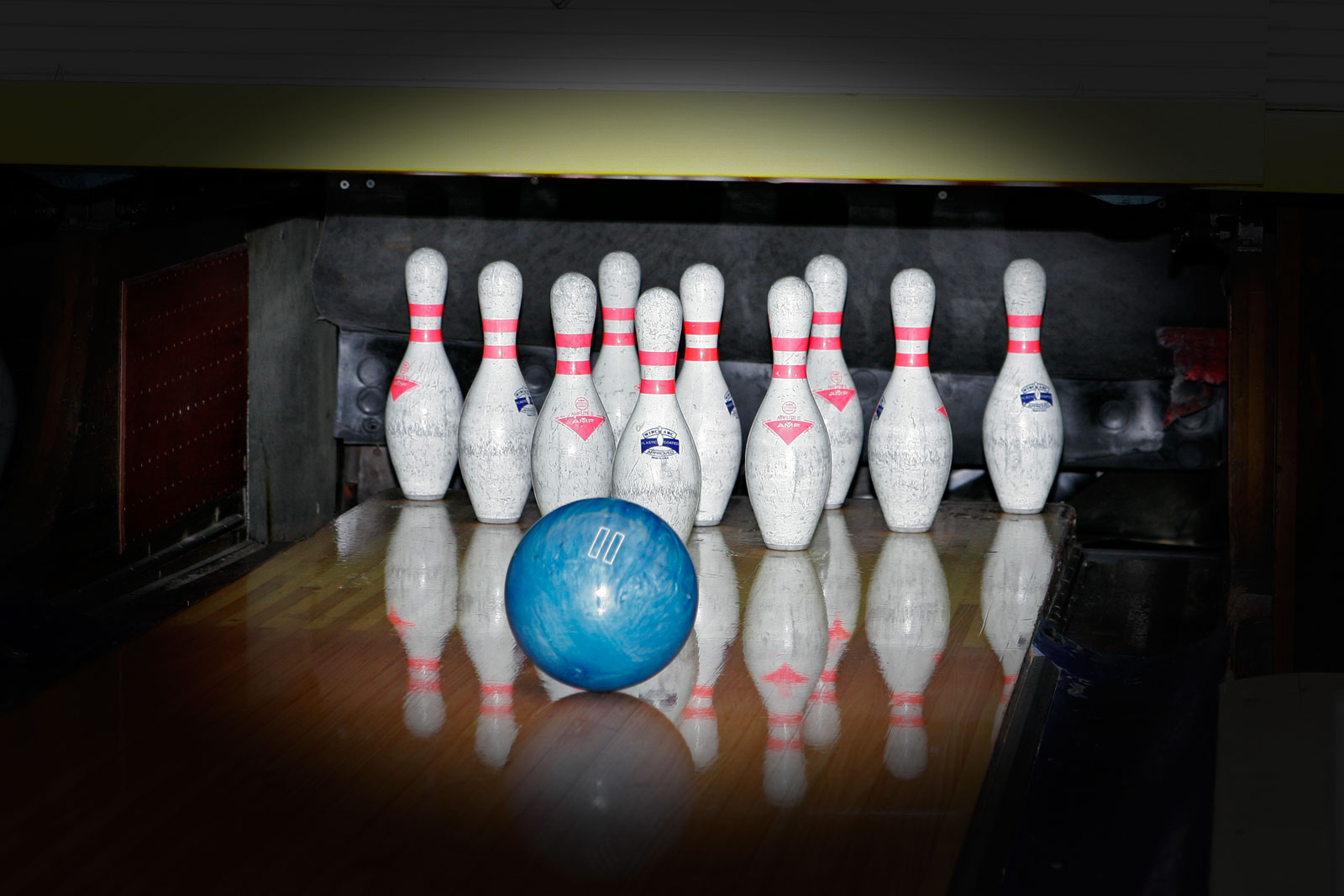
Постановка кеглів у сучасному боулінгу

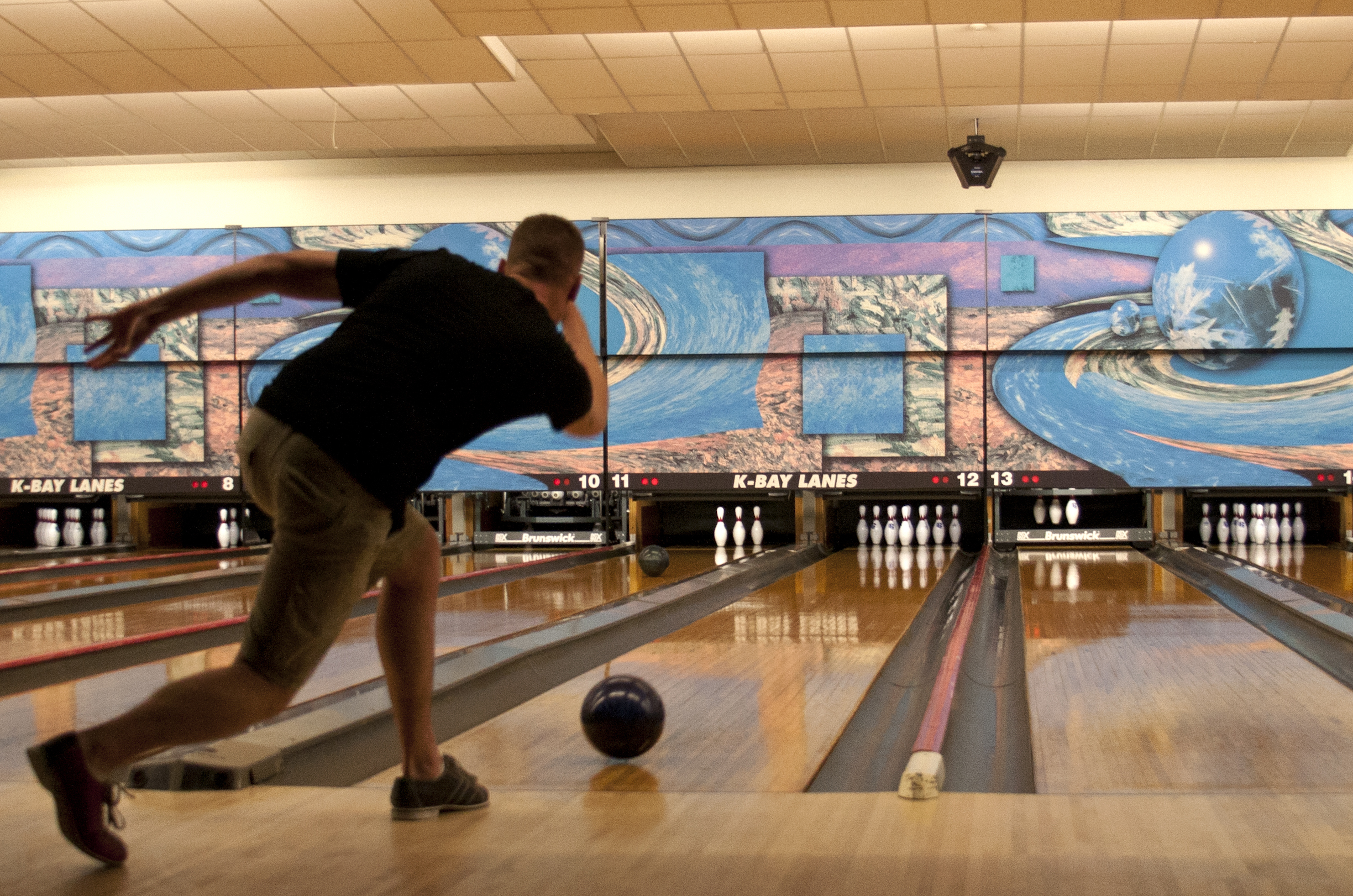
Кидок кулі

При грі в тенпін-боулінг  з друзями можна спробувати відійти від правил, вигадуючи свої, — для заради експерименту й забави. Кілька вдалих експериментів з часом здобули визнання гравців. Ось деякі з них.:
1. «Лоу бол» (Low Boll) — завдання: за тієї же кількості фреймів і підходів набрати якомога більше очок. Страйк і спер приймають як звичайно. Промах на першій кулі приймають як страйк. Якщо друга куля кинута, але збиває не всі кеглі, ні (?) Якщо він потрапляє в жолоб, то його приймають за спер. Принаймні одна кегля має бути збита за підхід. Промах на другій кулі приймають за страйк. Ідеальний рахунок — 20 (по одній кеглі за підхід в 10 фреймах).
2. «Байрут боулінг» (Byroute Bowling) — командна гра на двох доріжках. Завдання: кожен гравець команди повинен якомога швидше вибити страйк. На початку гри по одному гравцеві від кожної команди підходять до своїх доріжок, поки один з них не виб'є страйк. Кількість підходів не обмежена.
3. «3-6-9» — звичайна гра, в якій, проте, в 3, 6, і 9 фреймах заздалегідь приймають за страйк.
4. «Лайт страйк» (Light Strike) — звичайна гра, однак за страйк приймають і 9 (варіант — 8) кеглів; спліт без головної кеглі (№ 1) приймають за спер.
5. «21» — звичайна гра, однак за гейм гравець зобов'язаний вибрати фрейм, щоб підійти втретє. Це може бути будь-який фрейм, крім десятого, причому використовувати додатковий підхід гравець зобов'язаний.
6. «Бейкер» (Baker) — гра команд по 5 осіб на дві (варіант — одну) доріжки. Перші гравці підходять на 1 і 5 фрейми, другі — на 2 і 6 і т. Д. Якщо в команді менше або більше 5 осіб, якісь гравці підходять частіше або рідше.
7. «Шотландська парочка» — грають два гравці на одній доріжці, причому перший підходить тільки до перших кидків у фреймі, а другий — тільки до других. Через гейм черговість змінюється.